# Гоиситя
Гоиситя (яп. 碁石茶, «чай камней для игры Го») — японский постферментированный чай, производимый в посёлке Отоё в префектуре Коти на Сикоку.
Чай считается подвидом зелёного чая бантя, но по способу обработки сильно отличается от обычного бантя. В то время, как зелёные чаи проходят лишь минимальную ферментацию, гоиситя проходит две стадии ферментации — аэробное окисление и внешнюю, анаэробную, ферментацию. Подобно авабантя, гоиситя собирают в июле. На первом этапе чай пропаривают несколько часов и оставляют под влажными циновками на неделю. На следующем этапе его складывают в бочки и заливают соком, образовавшимся при пропаривании, сверху прижимают камнями. В бочках под гнётом он подвергается молочнокислому брожению, подобно квашеной капусте, в течение трёх или более недель. Спрессовавшийся в бочке чай достают в начале августа, рубят на кирпичи, которое потом расслаивают и рубят на квадратики со стороной 3—4 см. Эти кусочки сушат под открытым небом, а если погода не позволяет — в помещении. Ткань с разложенными на ней тёмными квадратиками напоминает доску для го, откуда и пошло название чая.
Гоиситя начали производить в начале эпохи Эдо. Его часто обменивали на соль, которую производили на берегах Внутреннего Японского моря. С конца XVIII века гоиситя являлся важным объектом торговли между княжеством Тоса и северным Сикоку. Гоиситя использовался для приготовления рисовой каши с чаем — тягаю. Популярность гоиситя достигла своего пика в конце XIX века, но позже резко упала, в том числе из-за падения численности населения. В 1970-х из двухсот остался лишь один производитель чая, но в результате усилий местных властей, повышения спроса на «здоровые продукты» и благодаря новым технологиям, производство постепенно увеличивается.
Традиционно один кусочек (2—3 г) кипятят 5—10 минут в 1—2 литрах воды, чай заваривается не более двух раз. Также можно заварить один кусочек в 350 мл кипятка и дать настояться несколько (до 5) минут, в таком случае можно его заваривать до 4 раз.